# Fritz Pleitgen
Fritz Ferdinand Pleitgen (ur. 21 marca 1938 w Duisburgu, zm. 15 września 2022 w Kolonii) – niemiecki dziennikarz.

## Życiorys
Karierę zawodową rozpoczął w prasie lokalnej jako reporter sportowy i sądowy – miał wówczas zaledwie 14 lat. W 1963 roku trafił do telewizji WDR w Kolonii. Pracował tam w redakcji wiadomości Tagesschau, gdzie zajmował się resortami polityka i nauka. Od roku 1964 był akredytowany jako korespondent na posiedzeniach EWG i NATO w Brukseli i Paryżu. W latach 1970–1977 pracował jako korespondent telewizji niemieckiej ARD w Moskwie i jako pierwszy dziennikarz zza żelaznej kurtyny przeprowadził wywiad z ówczesnym radzieckim szefem państwa Leonidem Breżniewem. Pracując w Moskwie wykazał się dużym talentem dyplomatycznym – utrzymywał dobre stosunki zarówno z kręgami dysydentów jak i z rządem. W roku 1977 objął stanowisko korespondenta w Berlinie Wschodnim, a w roku 1982 przeniesiono go do Waszyngtonu. Jego ówczesnym felietonom zarzucano antyamerykanizm, gdyż jako zwolennik polityki wschodniej kanclerza Brandta dość krytycznie relacjonował odmienną w tym względzie politykę ówczesnego prezydenta USA Ronalda Reagana. W roku 1987 na krótko objął stanowisko korespondenta w Nowym Jorku, a rok później wrócił do Niemiec i został redaktorem naczelnym resortu „polityka i aktualności” w macierzystej telewizji WDR. W 1994 roku objął stanowisko dyrektora programów radiowych tej samej rozgłośni, a już rok później został jej intendantem (dyrektorem generalnym). Funkcję tę będzie pełnił do połowy 2007 roku. Na jego następczynię wybrano dziennikarkę Monikę Piel. Fritz Pleitgen był członkiem SPD.